# جيمس هوش
جيمس هوش (بالإنجليزية: James Hoch)‏ هو شاعر أمريكي، ولد في 1967 في نيوجيرسي في الولايات المتحدة.